# بورات الزنك

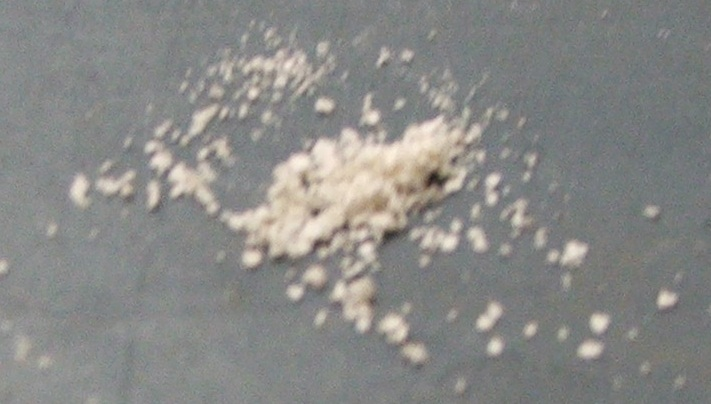

تعتبر بورات الزنك أحد أنواع مثبطات اللّهب غير العضوية والتي يمكن أن تحل محل أكاسيد الأنتيمون كمعيق لّهب محفز في اللدائن والمطاط حيث تعمل على زيادة فعالية إعاقة اللّهب الأولية بواسطة طرح الجذور الحرة. تكون بورات الزنك على شكل مسحوق أبيض متبلور ومستقرة في الظروف الاعتيادية. عند تعرض هذا النوع من مثبطات اللَّهب إلى الحرارة فإنه لا يتبخر وإنما يتحلل ويحرر غازات غير قابلة للاشتعال مثل بخار الماء وثاني أُوكسيد الكاربون وثاني أُوكسيد الكبريت وكلوريد الهيدروجين وغيرها. ينتج أكثر هذه المركبات تفاعلات ماصة للحرارة. تعتمد آلية عملها على تفككها في درجات الحرارة العالية مما يؤدي إلى تحريرها لغازات غير قابلة للاشتعال تعمل على تخفيف مزيج الغازات القابلة للاشتعال ومن ثم عزل سطح المادة اللدائنية عن الإتصال بالأوكسجين كذلك تكون طبقة زجاجية حامية على الطبقة السفلية للمادة تمنع تأثيرات الأوكسجين والحرارة.